# Festival di Berlino 1978

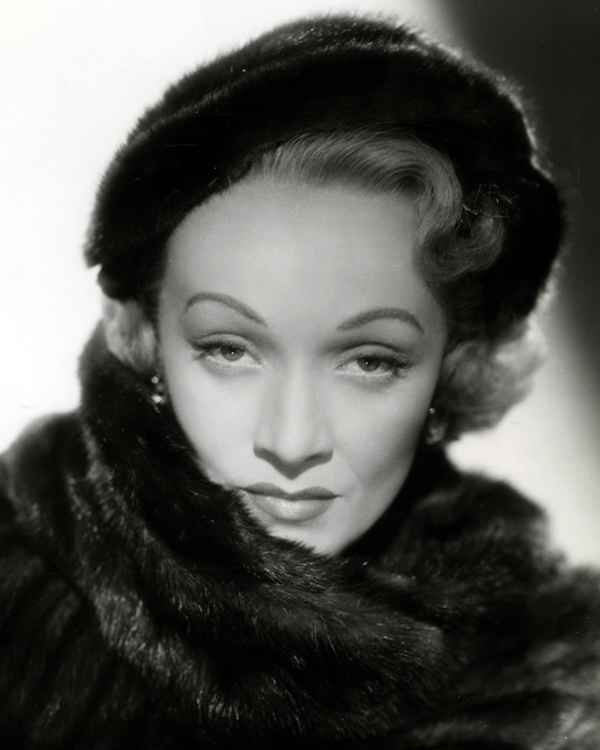
Marlene Dietrich, omaggiata per il secondo anno con una retrospettiva.

La 28ª edizione del Festival internazionale del cinema di Berlino si è svolta a Berlino dal 22 febbraio al 5 marzo 1978, con lo Zoo Palast come sede principale. Direttore del festival è stato per il secondo anno Wolf Donner.
L'Orso d'oro è stato conferito collettivamente al programma presentato dalla Spagna e consegnato ai registi Emilio Martínez Lázaro per Las palabras de Max, José Luis García Sánchez per Las truchas e Tomás Muñoz per il cortometraggio Ascensor.
Oltre all'inaugurazione della sezione Kinderfilmfest, dedicata al cinema per i più giovani, la principale novità di questa edizione è stata lo spostamento dal periodo estivo a quello invernale, che la Berlinale avrebbe mantenuto di qui in avanti.
Il film di apertura è stato La sera della prima di John Cassavetes, per il quale l'attrice Gena Rowlands si è aggiudicata l'Orso d'argento, e a chiusura del festival è stato proiettato fuori concorso Incontri ravvicinati del terzo tipo di Steven Spielberg.
La retrospettiva di questa edizione è stata dedicata alla censura nel cinema tedesco durante il periodo 1933-1945. È inoltre proseguita quella iniziata nell'edizione precedente dedicata all'attrice Marlene Dietrich.

## Storia
(Wolf Donner, 3 agosto 1976)
L'innovazione più evidente del 1978 fu lo spostamento dal consueto periodo estivo a quello invernale. Già in passato Alfred Bauer aveva cercato di anticipare la Berlinale, in modo da "distanziarla" dal Festival di Cannes e poter selezionare i film con più indipendenza dalla sua concorrente, ma non era mai riuscito a superare la resistenza della Berlin Festivals-Ltd, del Senato di Berlino e del governo federale, che vedevano nella riprogrammazione una mossa rischiosa senza alcuna garanzia di successo.
Wolf Donner aveva sollevato nuovamente la questione nel 1976, alla vigilia del suo insediamento, proponendo lo spostamento al mese di marzo ma con una diversa linea di argomentazione: il tardo inverno era infatti tradizionalmente un periodo di magra per l'industria cinematografica e in questo modo il mercato dei film si sarebbe potuto rafforzare. Nell'agosto 1976 Donner aveva riassunto la sua posizione su Der Abend: «Sono convinto che le date attuali siano le più sfortunate per un festival a Berlino. È di per sé una contraddizione che un festival si tenga in un momento in cui quasi tutta la vita politica, culturale e pubblica è ferma e una persona su due è in vacanza. Oggi come oggi è abbastanza normale che i berlinesi non sappiano nemmeno che la Berlinale esiste».
L'altra novità di quest'anno fu il Kinderfilmfest, dedicato al cinema per bambini e ragazzi e organizzato presso l'Ufa-Pavillon di Nollendorfplatz in collaborazione con l'Archivio di Stato. «Abbiamo voluto che i bambini vedessero film particolari», disse Barbara Krämer che si occupò dei criteri di selezione, «che li catturassero, che raccontassero storie che li potevano riguardare, e tecnicamente ben fatti». I dubbi circa l'attrattiva di una sezione riservata "dai 6 anni in su" furono cancellati dalle 12.000 presenze e da proiezioni di film da tutto il mondo in gran parte sold-out. Vi fu anche una polemica per la proiezione del lungometraggio animato L'apprendista stregone di Karel Zeman: alle proteste degli educatori, secondo i quali un film così crudele non doveva essere mostrato ai bambini, rispose la stessa Krämer affermando che il giovane pubblico non doveva essere sottovalutato.
Due anni dopo il consiglio di amministrazione e il Senato approvarono il suggerimento di Donner, e il successo della 28ª Berlinale gli dette ragione. Il mercato aveva già avuto una ripresa nel 1977 e la tendenza continuò quest'anno. Inoltre, grazie ad un incremento di circa 500.000 marchi provenienti dai fondi federali fu possibile ampliare e modernizzare la sede del festival in Budapester Straße. Anche la FIAPF accettò la decisione ma a condizione che la manifestazione si tenesse prima del 15 marzo, per cui le date furono fissate dal 22 febbraio al 5 marzo.
La selezione dei film mostrò quest'anno un particolare orientamento politico e come nel recente passato furono messi in evidenza gli autori tedeschi. La critica valutò particolarmente coraggiosa la decisione di Donner di mostrare in concorso Germania in autunno (premiato con un riconoscimento speciale), un progetto collettivo che affrontava le vicende politiche dell'autunno del 1977: il sequestro e l'omicidio di Hanns-Martin Schleyer da parte della RAF, i suicidi nel carcere di Stammheim e le violazioni dei diritti civili da parte dello Stato. Molti osservatori notarono anche connessioni tematiche e stilistiche tra i film in concorso e quelli del Forum internazionale del giovane cinema. Con film come quelli di Helke Sander, Christine Laurent e Vibeke Lökkeberg quest'ultimo si focalizzò su registe provenienti da tutta Europa, mentre una delle immagini femminili più forti del concorso fu il personaggio interpretato da Gena Rowlands in La sera della prima di John Cassavetes, che le valse l'Orso d'argento per la migliore attrice. L'opera prima di Margarethe von Trotta risultò inoltre uno dei film preferiti dal pubblico tra quelli in concorso. Come scrisse la giornalista Brigitte Jeremias, «le donne, come questa Berlinale ha evidenziato, stanno conquistando fiducia in sé stesse nel cinema».
Il 1978 fu in definitiva un anno positivo per il Festival di Berlino, l'interesse del pubblico era cresciuto e l'industria cinematografica aveva acquisito un ruolo più attivo. La giuria presieduta da Patricia Highsmith premiò con l'Orso d'oro il "contributo spagnolo nel suo complesso", una mossa senza precedenti che fu interpretata come gesto di solidarietà verso la giovane democrazia spagnola e di incoraggiamento per una cinematografia di autori emergenti, ma che divise la giuria così come il pubblico in sala. Alcuni degli addetti ai lavori espressero inoltre un giudizio critico sul livello artistico dei film in concorso. Il giornalista Wolfram Schütte scrisse sul Frankfurter Rundschau: «La qualità fluttua qui più che nel Forum, che non deve preoccuparsi della partecipazione internazionale. Anche se il voler presentare film da quanti più paesi possibile nel concorso non ha portato a scelte completamente ingiustificabili... ci sono stati molti film deludenti. Un sacco di artigianato, ma niente di nuovo».

## Giuria internazionale
- Patricia Highsmith, scrittrice (Stati Uniti) - Presidente di giuria[13]
- Sergio Leone, regista, sceneggiatore e produttore (Italia)
- Theo Angelopoulos, regista, sceneggiatore e produttore (Grecia)
- Jacques Rozier, regista e sceneggiatore (Francia)
- Konrad Wolf, regista e sceneggiatore (Germania Est)
- Frieda Grafe, saggista e critica cinematografica (Germania Ovest)
- Antonio Eceiza, regista e sceneggiatore (Spagna)
- Ana Carolina Teixeira Soares, regista e sceneggiatrice (Brasile)
- Larisa Šepit'ko, regista e sceneggiatrice (Unione Sovietica)

## Selezione ufficiale

### In concorso
- Advantage (Avantazh), regia di Georgi Djulgerov (Bulgaria)
- Apám néhány boldog éve, regia di Sándor Simó (Ungheria)
- Ascensor, regia di Tomás Muñoz (Spagna)
- Biryuk, regia di Roman Balayan (Unione Sovietica)
- El brigadista, regia di Octavio Cortázar (Cuba)
- Bröderna Lejonhjärta, regia di Olle Hellbom (Svezia, Islanda)
- La caduta (A Queda), regia di Ruy Guerra e Nelson Xavier (Brasile)
- Circuito chiuso, regia di Giuliano Montaldo (Italia)
- Co jsme udělali slepicím, regia di Josef Hekrdle e Vladimír Jiránek (Cecoslovacchia)
- The Contraption, regia di James Dearden (Regno Unito)
- La fine del mondo nel nostro solito letto in una notte piena di pioggia, regia di Lina Wertmüller (Italia, Stati Uniti)
- Flammende Herzen, regia di Walter Bockmayer e Rolf Bührmann (Germania Ovest)
- Flores de papel, regia di Gabriel Retes (Messico)
- Germania in autunno (Deutschland im Herbst), film collettivo (Germania Ovest)
- I giocatori di scacchi (Shatranj Ke Khilari), regia di Satyajit Ray (India)
- Jörg Ratgeb - Maler, regia di Bernhard Stephan (Germania Est)
- Moritz, lieber Moritz, regia di Hark Bohm (Germania Ovest)
- Śmierć prezydenta, regia di Jerzy Kawalerowicz (Polonia)
- Outrageous!, regia di Richard Benner (Canada)
- Une page d'amour, regia di Maurice Rabinowicz (Belgio, Francia)
- Las palabras de Max, regia di Emilio Martínez Lázaro (Spagna)
- Pas koji je voleo vozove, regia di Goran Paskaljević (Jugoslavia)
- Pop Lemon (Eskimo Limon), regia di Boaz Davidson (Israele)
- Rheingold, regia di Niklaus Schilling (Germania Ovest)
- La sera della prima (Opening Night), regia di John Cassavetes (Stati Uniti)
- Toi ippon no michi, regia di Sachiko Hidari (Giappone)
- Las truchas, regia di José Luis García Sánchez (Spagna)
- L'uovo del serpente, regia di Ingmar Bergman (Stati Uniti, Germania Ovest)
- Une vieille soupière, regia di Michel Longuet (Francia)

### Fuori concorso
- Incontri ravvicinati del terzo tipo (Close Encounters of the Third Kind), regia di Steven Spielberg (Stati Uniti)
- Il prefetto di ferro, regia di Pasquale Squitieri (Italia)
- Sextette, regia di Ken Hughes (Stati Uniti)
- L'ultima onda (The Last Wave), regia di Peter Weir (Australia)

### Forum internazionale del giovane cinema

#### Programma principale
- A. Constant, regia di Christine Laurent (Francia)
- L'albero dei desideri (Natvris khe), regia di Tengiz Abuladze (Unione Sovietica)
- Die allseitig reduzierte Persönlichkeit - Redupers, regia di Helke Sander (Germania Ovest)
- Alzire oder der neue Kontinent, regia di Thomas Koerfer (Svizzera, Germania Ovest)
- Das andere Lächeln, regia di Robert van Ackeren (Germania Ovest)
- Angel City, regia di Jon Jost (Stati Uniti)
- Åpenbaringen, regia di Vibeke Løkkeberg (Norvegia)
- Aufpassen macht Schule, regia di Mathias Knauer (Svizzera)
- Before Hindsight, regia di Jonathan Lewis (Regno Unito)
- Birth, regia di Sam Pillsbury (Nuova Zelanda, Regno Unito)
- Birth Rites, regia di Robina Rose (Regno Unito)
- Blackbird Descending: Tense Alignment, regia di Malcolm Le Grice (Regno Unito)
- Chomana Dudi, regia di  B.V. Karanth (India)
- La cicatrice (Blizna), regia di Krzysztof Kieślowski (Polonia)
- Cinéma mort ou vif?, prodotto dal Filmkollektiv Zürich (Svizzera)
- Dayereh mina, regia di Dariush Mehrjui (Iran)
- Filmregény - Három növér, regia di István Dárday (Ungheria)
- La follia della rivoluzione, regia di Claudio Caligari (Italia)
- Free Thaelmann, regia di Ivor Montagu (Regno Unito)
- Il funzionario nudo (The Naked Civil Servant), regia di Jack Gold (Regno Unito)
- Ghashiram Kotwal, regia di K. Hariharan, Mani Kaul, Saeed Akhtar Mirza e Kamal Swaroop (India)
- Hot Tomorrows, regia di Martin Brest (Stati Uniti)
- Io sono un autarchico, regia di Nanni Moretti (Italia)
- Joe and Maxi, regia di Joel Gold e Maxi Cohen (Stati Uniti)
- La lanza de la nacion, regia di Rigoberto López (Cuba)
- Ultima cena (La última cena), regia di Tomás Gutiérrez Alea (Cuba)
- Lettera da una sconosciuta (Letter from an Unknown Woman), regia di Max Ophüls (Stati Uniti)
- The Love Letters from Teralba Road, regia di Stephen Wallace (Australia)
- Lulu, regia di Ronald Chase (Stati Uniti)
- Il mio amore brucia (Waga koi wa moenu), regia di Kenji Mizoguchi (Giappone)
- Pareil pas pareil, regia di Uzi Peres (Francia, Israele)
- Queridos compañeros, regia di Pablo de la Barra (Venezuela, Cile)
- Rvannye bašmaki, regia di Margarita Barskaja (Unione Sovietica)
- Une sale histoire, regia di Jean Eustache (Francia)
- Il secondo risveglio di Christa Klages (Das zweite Erwachen der Christa Klages), regia di Margarethe von Trotta (Germania Ovest)
- Shirley Temple Story, regia di Antoni Padrós (Spagna)
- Sing, Iris, sing. Frauen lernen Männerberufe, regia di Monika Held e Gisela Tuchtenhagen (Germania Ovest)
- South Africa: The White Laager, regia di Peter Davis (Svezia, Stati Uniti)

- Film della Hochschule für Film und Fernsehen der DDR
- Jacki, regia di Angelika Andreas (Germania Est)
- Der Prozeß, regia di Jörg Foth (Germania Est)
- Weil ich hier arbeite, regia di Julia Kunert (Germania Est)
- Wer ein Paar Holzschuhe abgelaufen hat, regia di Gabriele Denecke (Germania Est)

- Film di Marguerite Duras
- Le Camion, regia di Marguerite Duras (Francia)
- Des journées entières dans les arbres, regia di Marguerite Duras (Francia)

- Film di Shūji Terayama
- Issunboshi o kijutsu suru kokoromi, regia di Shūji Terayama (Giappone)
- Kage no eiga: Nitô-onna, regia di Shūji Terayama (Giappone)
- Marudororu no uta, regia di Shūji Terayama (Giappone)
- Meikyū-tan, regia di Shūji Terayama (Giappone)
- Shokenki, regia di Shūji Terayama (Giappone)

- Film di Vasilij Šukšin
- Così vive un uomo (Živët takoj paren´), regia di Vasilij Šukšin (Unione Sovietica)
- Gente strana (Strannye Ijudi), regia di Vasilij Šukšin (Unione Sovietica)
- Il viaggio di Ivan Serghievic (Pechki-lavochki), regia di Vasilij Šukšin (Unione Sovietica)
- Vaš syn i brat, regia di Vasilij Šukšin (Unione Sovietica)

#### Nuovi filmmaker americani
I nuovi filmmaker americani
- 77, regia di Robert Breer (Stati Uniti)
- About Media, regia di Anthony Ramos (Stati Uniti)
- Animation II, regia di Keith Sonnier (Stati Uniti)
- Antonia: A Portrait of the Woman, regia di Judy Collins e Jill Godmilow (Stati Uniti)
- Art Herstory, regia di Hermine Freed (Stati Uniti)
- Baldessari Sings LeWitt, regia di John Baldessari (Stati Uniti)
- Cassis, regia di Jonas Mekas (Stati Uniti)
- Children's Tapes: a Selection, regia di Terry Fox (Stati Uniti)
- Color Sound Frames, regia di Paul Sharits (Stati Uniti)
- Cue Rolls, regia di Morgan Fisher (Stati Uniti)
- Dialectical Facts, regia di Ronald D. Clark (Stati Uniti)
- The Dive, regia di Ilene Segalove (Stati Uniti)
- The Desert People, regia di David Lamelas (Stati Uniti)
- Evolution of the Red Star, regia di Adam Beckett (Stati Uniti)
- False Pretenses, regia di Andrew Noren (Stati Uniti)
- Family Portrait Sittings, regia di Alfred Guzzetti (Stati Uniti)
- Female Sensibility, regia di Lynda Benglis (Stati Uniti)
- Four Places, Two Figures and One Ghost, regia di Douglas Davis (Stati Uniti)
- Global Groove, regia di Nam June Paik (Stati Uniti)
- The Hand, regia di David Lamelas (Stati Uniti)
- Harmonica, regia di Larry Gottheim (Stati Uniti)
- Inversion, regia di Barry Gerson (Stati Uniti)
- Light, regia di Jordan Belson (Stati Uniti)
- Lives of Performers, regia di Yvonne Rainer (Stati Uniti)
- Let the Church Say Amen!, regia di St. Clair Bourne (Stati Uniti)
- Loose Ends, regia di David Burton Morris e Victoria Wozniak (Stati Uniti)
- La Lucha Final, regia di Brian Connell (Stati Uniti)
- Luma Nocturna, regia di Dennis Pies (Stati Uniti)
- The March on Paris 1914, regia di Walter Gutman (Stati Uniti)
- Media Burn, regia di Ant Farm (Stati Uniti)
- Music with Roots in the Aether: Opera for Television by Robert Ashley, regia di Robert Ashley (Stati Uniti)
- New Improved Institutional Quality: In the Environment of Liquids and Nasals a Parasitic Vowel Sometimes Develops, regia di Owen Land (Stati Uniti)
- Nissan Ariana Window, regia di Ken Jacobs (Stati Uniti)
- One-Eyed Bum, regia di Andy Mann (Stati Uniti)
- Pasadena Freeway Stills, regia di Gary Beydler (Stati Uniti)
- Railroad Turnbridge, regia di Richard Serra (Stati Uniti)
- Rude Awakening, regia di Warren Sonbert (Stati Uniti)
- Selected Works: Reel 6, regia di William Wegman (Stati Uniti)
- Sincerity I, regia di Stan Brakhage (Stati Uniti)
- Sincerity II, regia di Stan Brakhage (Stati Uniti)
- Skin Cancer, regia di Ilene Segalove (Stati Uniti)
- Studies in Chronovision, regia di Louis Hock (Stati Uniti)
- Suite 212, regia di Nam June Paik (Stati Uniti)
- Summer Solstice, regia di Hollis Frampton (Stati Uniti)
- Supervision, prodotto dal collettivo Top Value Television (Stati Uniti)
- Take the 5:10 to Dreamland, regia di Bruce Conner (Stati Uniti)
- Television Delivers People, regia di Richard Serra (Stati Uniti)
- Three Transitions, regia di Peter Campus (Stati Uniti)
- Underscan, regia di Nancy Holt (Stati Uniti)
- Undertone, regia di Vito Acconci (Stati Uniti)
- Vertical Roll, regia di Joan Jonas (Stati Uniti)
- Vocabulary, regia di Woody e Steina Vasulka (Stati Uniti)
- The Weekend-Tapes, regia di Willie Walker (Stati Uniti)
- Yoyo Tricks, regia di P. White (Stati Uniti)

#### Il Nuovo cinema tedesco
- Der Boxer aus Kars, regia di Thomas Tanner (Germania Ovest)
- Corinna, regia di Klaus Gerlach e Antonia Heming (Germania Ovest)
- Ein ganz und gar verwahrlostes Mädchen - Ein Tag im Leben der Rita Rischak, regia di Jutta Brückner (Germania Ovest)
- Der ganz faire Prozeß des Marcel G., regia di Hans Peter Meier (Germania Ovest)
- Der Garten Eden, regia di Lutz Mommartz (Germania Ovest)
- Fluchtweg nach Marseille, regia di Ingemo Engström e Gerhard Theuring (Germania Ovest)
- Hafenarbeit im Roll-on, Roll-off Verkehr, regia di Peter Schubert e Maximiliane Mainka (Germania Ovest)
- Ich denke oft an Hawaii, regia di Elfi Mikesch (Germania Ovest)
- Madame X - Eine absolute Herrscherin, regia di Ulrike Ottinger (Germania Ovest)
- Der Tod meines Vaters, regia di Alfred Behrens e Michael Kuball (Germania Ovest)
- Tue recht und scheue niemand - Das Leben der Gerda Siepenbrink, regia di Jutta Brückner (Germania Ovest)
- Was halten Sie vom Tod der Wilma Montesi?, regia di Helmer von Lützelburg (Germania Ovest)
- Zwei Protokolle, regia di Wolfgang Höpfner (Germania Ovest)

### Retrospettive

#### Marlene Dietrich (parziale)
- Black Fox: The Rise and Fall of Adolf Hitler, regia di Louis Clyde Stoumen (Stati Uniti)
- Enigma, regia di Curtis Bernhardt (Germania)
- L'infernale Quinlan, regia di Orson Welles (Stati Uniti)
- Kismet, regia di William Dieterle (Stati Uniti)
- Partita d'azzardo, regia di George Marshall (Stati Uniti)
- Rancho Notorious, regia di Fritz Lang (Stati Uniti)
- Der Sprung ins Leben, regia di Johannes Guter (Germania)
- Il viaggio indimenticabile, regia di Henry Koster (Regno Unito)

## Premi

### Premi della giuria internazionale
- Orso d'oro: assegnato collettivamente al programma presentato dalla Spagna
- Orso d'argento, gran premio della giuria: La caduta di Ruy Guerra e Nelson Xavier
- Riconoscimento speciale: Germania in autunno, film collettivo
- Orso d'argento per il miglior regista: Georgi Djulgerov, per Advantage
- Orso d'argento per la migliore attrice: Gena Rowlands, per La sera della prima di John Cassavetes
- Orso d'argento per il miglior attore: Craig Russell, per Outrageous! di Richard Benner
- Orso d'argento per il miglior contributo artistico: ex aequo
Jerzy Kawalerowicz per la regia di Śmierć prezydenta e per l'insieme delle sue opere
Octavio Cortázar per la regia di El brigadista (migliore opera prima)
- Orso d'oro per il miglior cortometraggio: Co jsme udelali slepicím di Josef Hekrdle e Vladimír Jiránek
- Orso d'argento, premio della giuria (cortometraggi): ex aequo The Contraption di James Dearden e Une vieille soupière di Michel Longuet

### Premi delle giurie indipendenti
- Premio FIPRESCI: Apám néhány boldog éve di Sándor Simó
Premio FIPRESCI (Forum): Dayereh mina di Dariush Mehrjui
- Premio OCIC: Las palabras de Max di Emilio Martínez Lázaro
Raccomandazione: Apám néhány boldog éve di Sándor Simó
Menzione speciale: Bröderna Lejonhjärta di Olle Hellbom
Premio OCIC (Forum): Dayereh mina di Dariush Mehrjui
- Premio INTERFILM Otto Dibelius:[15] La sera della prima di John Cassavetes
Raccomandazione: Moritz, lieber Moritz di Hark Bohm
Premio INTERFILM Otto Dibelius (Forum): Il secondo risveglio di Christa Klages di Margarethe von Trotta
Raccomandazioni (Forum): Die Allseitig reduzierte Persönlichkeit - Redupers di Helke Sander e The Love Letters from Teralba Road di Stephen Wallace

### Premi dei lettori
- Premio dei lettori della Berliner Morgenpost: Outrageous! di Richard Benner